# Maud Eduards
Maud Elisabeth Landby Eduards, född 28 februari 1944, är en svensk statsvetare.
Maud Eduards disputerade i statsvetenskap vid Stockholms universitet 1985 på avhandlingen Samarbete i Maghreb. Om regionalt samarbete mellan Marocko, Algeriet, Tunisien och Libyen 1962-1984. År 1996 blev hon professor i statsvetenskap vid Stockholms universitet. År 1999 - 2004 fungerade hon som professor II vid Senter for Kvinne- og kjønnsforskning i Oslo. 
Hennes forskning har i hög grad kretsat kring kön och politik i bred bemärkelse, främst med fokus på svenska förhållanden men också komparativt och i internationell kontext. Sedan 2007 har hennes forskning främst inriktats mot genusanalyser av säkerhetspolitik och nation, särskilt den svenska försvarsmaktens förhållningssätt till kön, kropp och sexualitet. I samband med hennes pensionering 2011 publicerades festskriften Kön - makt - nation (red: Diane Sainsbury & Maritta Soininen) till hennes ära.
Maud Eduards är mor till Karin Eduards och Helen Eduards.